# Инструментирование (программирование)
В области программирования под инструментированием понимают возможность отслеживания или установления количественных параметров уровня производительности программного продукта, а также возможность диагностировать ошибки и записывать информацию для отслеживания причин их возникновения.
Измерение в виде инструкций кода обычно используется для отслеживания работы определенного компонента системы (например, инструкции, выводящие логи на экран). Когда приложение содержит инструментальный код, им можно управлять при помощи специальных инструментов-утилит. Измерение необходимо для оценки производительности приложения. Методы измерений делятся на два основных типа: измерения на основе исходного кода и измерения на основе двоичного кода.
В области программирования измерение означает возможность измерить приложение с точки зрения следующих параметров:
- Трассировка кода — получение информационных сообщений о выполнении приложения на всем протяжении его работы.
- Отладка программы и (структурированная) обработка исключений — отслеживание и исправление ошибок программистов в приложении ещё на стадии его разработки.
- Профилирование — набор методик отслеживания производительности кода, включая измерение.
- Счётчики производительности — компоненты, позволяющие отслеживать уровень производительности приложения.
- Регистраторы событий — компоненты, позволяющие получать уведомления и отслеживать ключевые события при выполнении приложения.